# Drusus concolor
Drusus concolor là một loài Trichoptera trong họ Limnephilidae. Chúng phân bố ở miền Cổ bắc.